# Schlacht bei Hessisch Oldendorf
Frankfurt – Magdeburg – Werben – Breitenfeld – Bamberg – Rain – Wiesloch – Alte Veste – Lützen – Hessisch Oldendorf – Steinau – Liegnitz – Regensburg – Nördlingen
Die Schlacht bei Hessisch Oldendorf war Teil des Dreißigjährigen Krieges und fand am 8. Juli 1633 zwischen den schwedischen und kaiserlichen Truppen statt. Sie endete mit einer schweren Niederlage der Kaiserlichen.

## Vorbereitungen
Das seit 1625 von Truppen der katholischen Liga besetzte Hameln wurde im Frühjahr 1633 von protestantischen Truppen unter dem Herzog Georg von Lüneburg belagert, um die Stadt zurückzuerobern. Daher wurden kaiserliche Truppen der Generäle Merode, Gronsfeld und Bönninghausen vereinigt und zum Entsatz der Stadt nach Hameln beordert. Am 6. Juli überquerte die Entsatzarmee mit 8000 Mann Infanterie und 4000 Reitern  bei Minden die Weser. Zu dieser Armee gehörte auch Gottfried Huyn von Geleen, 1630 selbst Kommandeur in Hameln und danach Kommandeur der kaiserlichen Truppen in Westfalen, später Generalfeldmarschall, sowie Ferdinand Lorenz von Wartenberg, Sohn von Ferdinand von Bayern.
Die protestantischen Belagerungstruppen von Hameln unter Herzog Georg zogen dem kaiserlichen Heer entgegen, um den Ort Hessisch Oldendorf vor den Kaiserlichen zu besetzen, was ihnen auch gelang. Hessisch Oldendorf war seinerzeit ein Städtchen in der Grafschaft Schaumburg, die nach 1640 zerfiel und zum Teil der Landgrafschaft Hessen-Kassel zugesprochen wurde. Der Ort wurde besetzt und die Truppen in Stellung gebracht. Der General Melander stand mit seinen Truppen zwischen dem Ort und dem Dorf Barksen, der General Kniephausen unmittelbar beim Dorf selber. Herzog Georg kommandierte das Zentrum.
Die kaiserlichen Truppen formierten sich beim Dorf Segelhorst – der rechte Flügel unter General Gronsfeld, das Zentrum unter Merode und der linke Flügel unter Bönnighausen.

## Verlauf

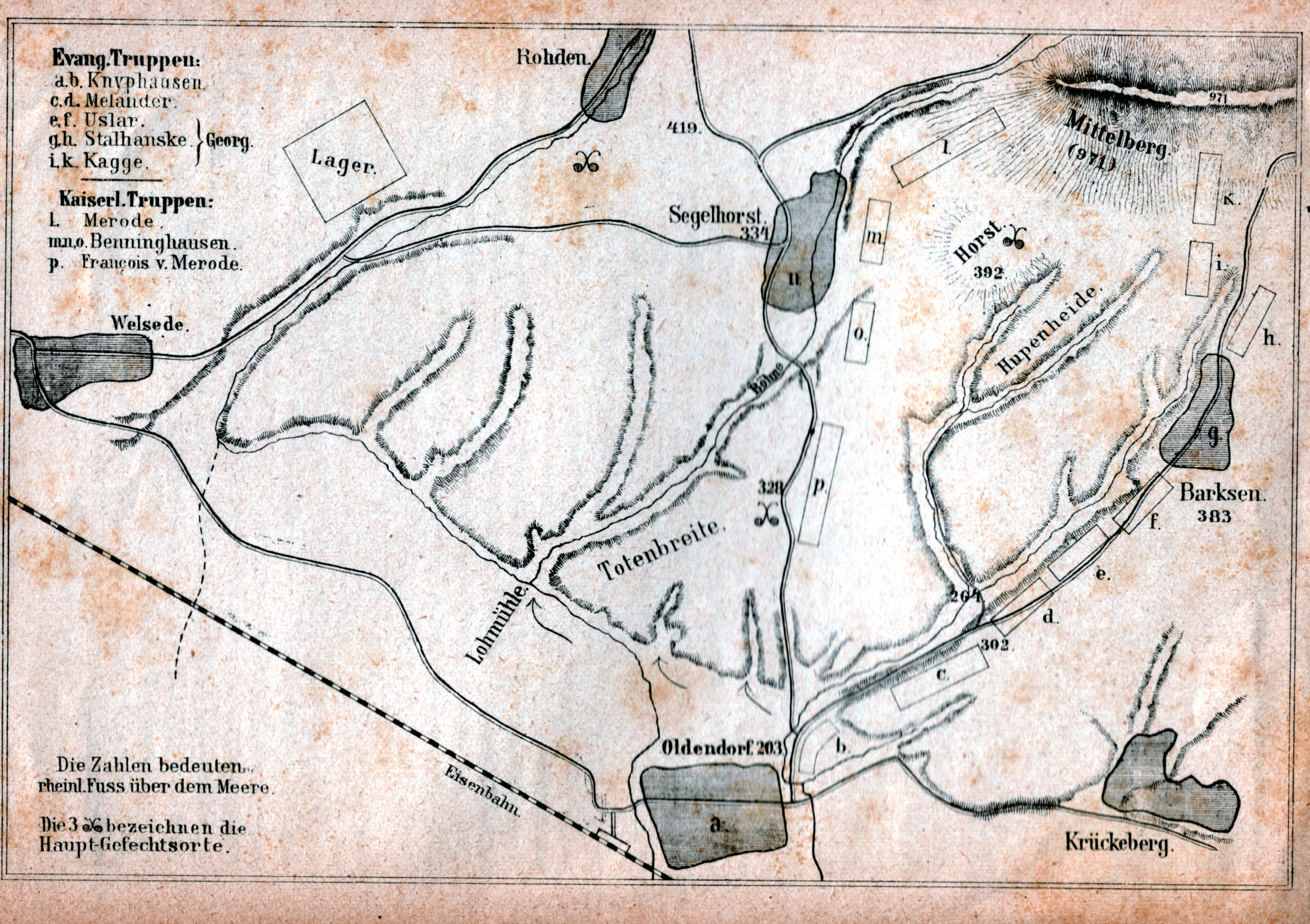
Schlachtordnung

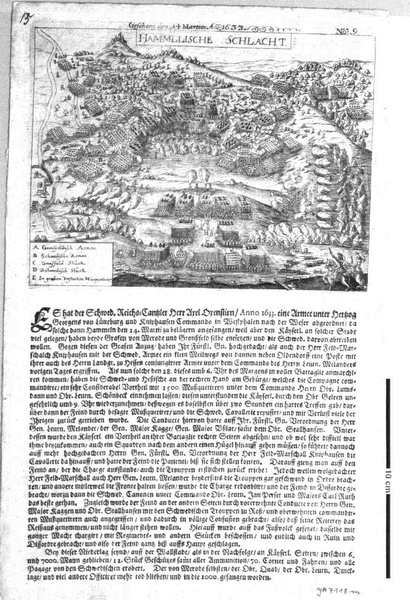
Flugschrift zur Schlacht bei Oldendorf, hier fälschlich als „Hammllische Schlacht“ benannt

Die kaiserlichen Truppen griffen am Morgen gegen 9 Uhr zunächst den rechten Flügel des Zentrums an. Dort befand sich ein Wäldchen, das von dem schwedischen General Lars Kagg (auch Kagge) verteidigt wurde. Der Versuch der Infanterie wurde von der Kavallerie unter dem Obristen d'Asche von Segelhorst aus unterstützt. Doch der schwedische General konnte mit seiner Truppe alle Angriffe abschlagen. Der Herzog von Lüneburg erkannte seine Chance und schickte den Obristen Stahlhans mit vier Regimentern Kavallerie rechts bei Oldendorf vorbei, und auch die Truppen unter Knyphausen rückten vor und konnten die Kaiserlichen einkreisen. Auch die Kavallerie unter Thilo Albrecht von Uslar erschien auf dem Schlachtfeld (eigentlich sollte sie die Belagerung von Hameln begleiten, war aber kurzfristig abgezogen worden). Die kaiserliche Kavallerie floh vom Schlachtfeld, die Infanterie hielt noch etwas stand, aber als die Umschließung abgeschlossen war, löste sich die Ordnung auf und man suchte das Heil in der Flucht. Nach wenigen Stunden gegen 15 Uhr war die Schlacht geschlagen. 5000 Mann der kaiserlichen Armee blieben auf dem Schlachtfeld und 2500 gingen in Gefangenschaft. Dazu fielen 13 Geschütze, 70 Fahnen sowie der Tross in die Hände der Schweden. Die Reste der Kaiserlichen Armee zogen sich nach Bad Münder zurück. Auf protestantischer Seite sollen etwa 700 Mann gefallen sein (zeitgenössische Quellen berichten von 100, was aber zweifelhaft ist).
Ein Chronist der schwedisch-lüneburgischen Truppen, der das Schlachtfeld zwischen Barksen und Segelhorst am folgenden Tage besucht hatte, schrieb darüber:...
„Sey sonsten diese Stunde auß dem Läger für Oldendorf gekommen und die Walstadt, darauff daß Treffen geschehen, ein wenig besichtigtt, da dan der Augenschein außweiset, daß sie alda einer den andern ernst gemeint haben, weiln das Gehöltze daselbst wie dan auch daß flache Veldt und im Korn überall fast voll todter Körper ohne Zhall liggen, in etzlichen tieffen Gründen aber, da sie im Außweichen durchsetzen wollen, liggen ihrer woll 5 oder 6 auffeinander, alle nacket außgezogen und übell zerhackett und zerhawen, welches grewlich anzusehen, und ist anders hievon nit zu judiciren, alß daß Gott der Allmächtig alda selber in Streit gewesen und den Sieg erhalten.“

## Folgen
Der General Merode erhielt einen Schuss in den Leib und starb. Gronsfeld verlor Pferd, Degen und Hut und musste bis Minden laufen, zudem bekam er wegen seiner Streitigkeiten mit Merode noch die Schuld an der Niederlage zugesprochen. Der Obrist Quadt zu Alsbach fiel ebenfalls, der Obrist Bernhard Hackfort geriet in Gefangenschaft und wurde später gegen Alexander Forbes ausgetauscht. Die Niederlage beendete die Aktionen der kaiserlichen Armee in Norddeutschland. Die Stadt Hameln ergab sich wenige Tage später.

## Denkmal und Gedenkfeiern

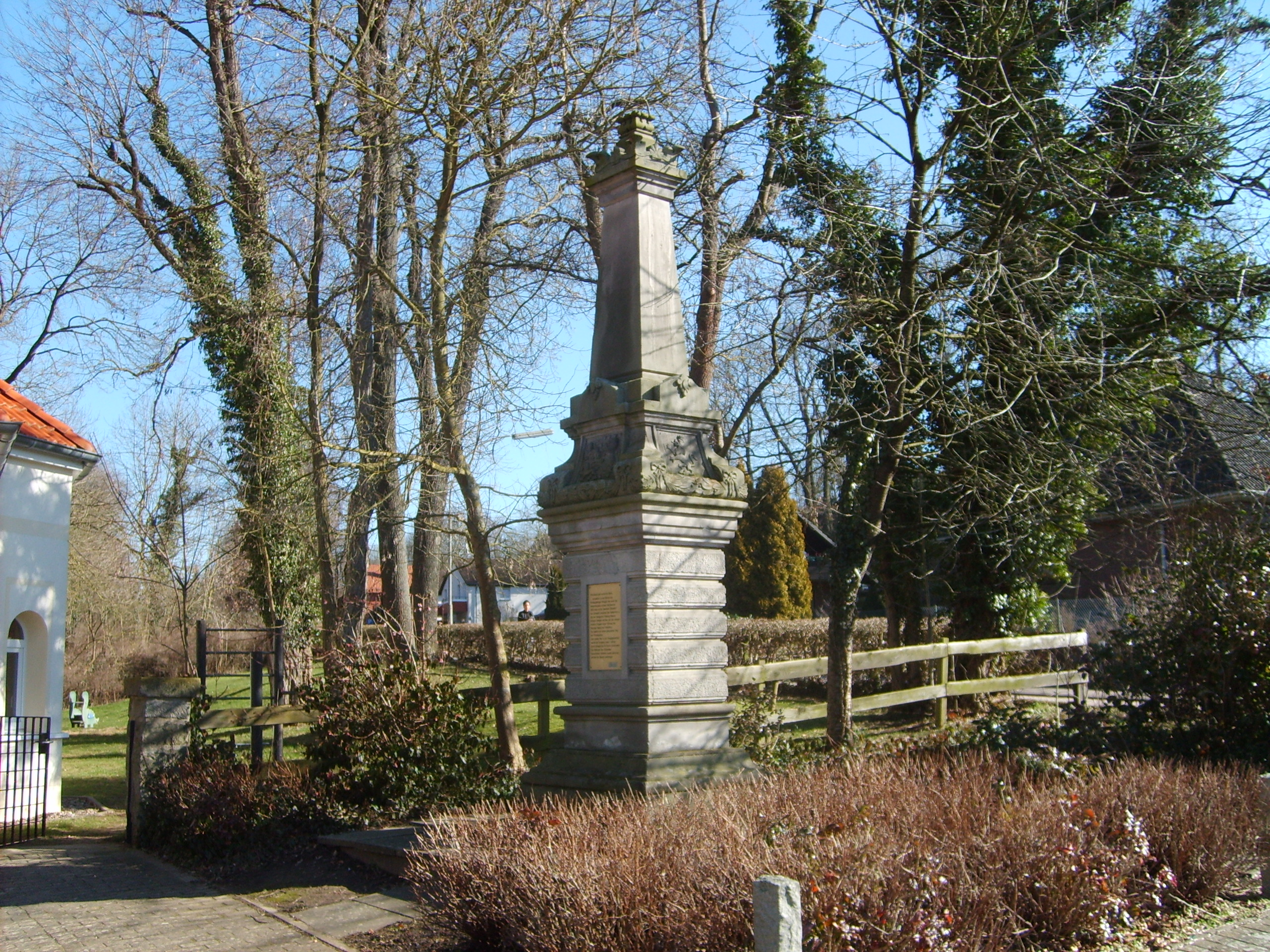
Denkmal für die Schlacht bei Oldendorf 1633, errichtet in Hessisch Oldendorf 1883

250 Jahre nach der Schlacht wurde 1883 auf Initiative des örtlichen Kriegervereins am historischen Ort ein Denkmal errichtet und in der Stadt ein fünftägiges Fest gefeiert.
Das Denkmal konnte finanziert werden durch den Verkauf einer Festschrift, die der gebürtige Oldendorfer Albert Wehrhahn, Stadtschulrat in Hannover, verfasst hatte.
1933 organisierten die zur Macht gekommenen Nationalsozialisten sogar eine auf sieben Tage ausgedehnte 300-Jahr-Feier. Sie verknüpften das Gedenken an 1633 (angebliche Rettung von Glauben und Heimat) mit dem aktuellen Jahr 1933 (angebliche erneute Rettung des Vaterlandes) und dem aus der Luft gegriffenen angeblichen Stadtgründungsjahr 1233, so dass in einer aufwändigen Propaganda-Inszenierung auch das 700-jährige Stadtjubiläum begangen werden konnte.
(Sowohl 1883 als auch 1933 feierte man um den 28. Juni herum, weil man sich fälschlich am
Julianischen Kalender orientierte. Da seit 1700 der Gregorianische Kalender gilt, wäre der 8. Juli, wie oben angegeben, das richtige Datum gewesen.)